# Blauzac
Blauzac település Franciaországban, Gard megyében. Lakosainak száma 1228 fő (2022. január 1.). Blauzac Arpaillargues-et-Aureillac, Bourdic, Sainte-Anastasie, Sanilhac-Sagriès és Uzès községekkel határos.

## Népesség
A település népességének változása:
| Lakosok száma | 393  | 516  | 634  | 1048 | 1174 | 1186 | 1196 | 1237 | 1233 | 1228 |
|               | 1968 | 1982 | 1990 | 2006 | 2013 | 2015 | 2017 | 2019 | 2020 | 2022 |